# Jean Giono
Jean Giono (Manosque, 1895. március 30. – Manosque, 1970. október 8.) a 20. század népszerű francia írója, aki elsősorban a Franciaország provence-i régiójában játszódó regényeiről vált ismertté.

## Élete
Jean Giono egyszerű, átlagos családban, suszter apától és mosónő anyától született az Alpes-de-Haute-Provence tartományban elterülő Manosque településen, élete túlnyomó részét is ott töltötte. 16 évesen családi nyomásra otthagyta az iskolát és egy bankban helyezkedett el, de minden szabad idejét klasszikusok olvasásával töltötte. Az első világháború alatt katonaként szolgált, de az ott látott borzalmak hatása nyomán egész életére elkötelezett pacifistává vált. A háborút követően, 1919-ben visszatért korábbi munkahelyére, a következő évben pedig feleségül vette egy gyerekkori barátnőjét, aki a későbbiekben két gyermeket szült neki. Első, Colline című regényét 1929-ben adta ki, s a mű váratlan sikere hatására úgy döntött, hogy ott hagyja banki állását és főfoglalkozású író lesz.

### Első írói korszaka

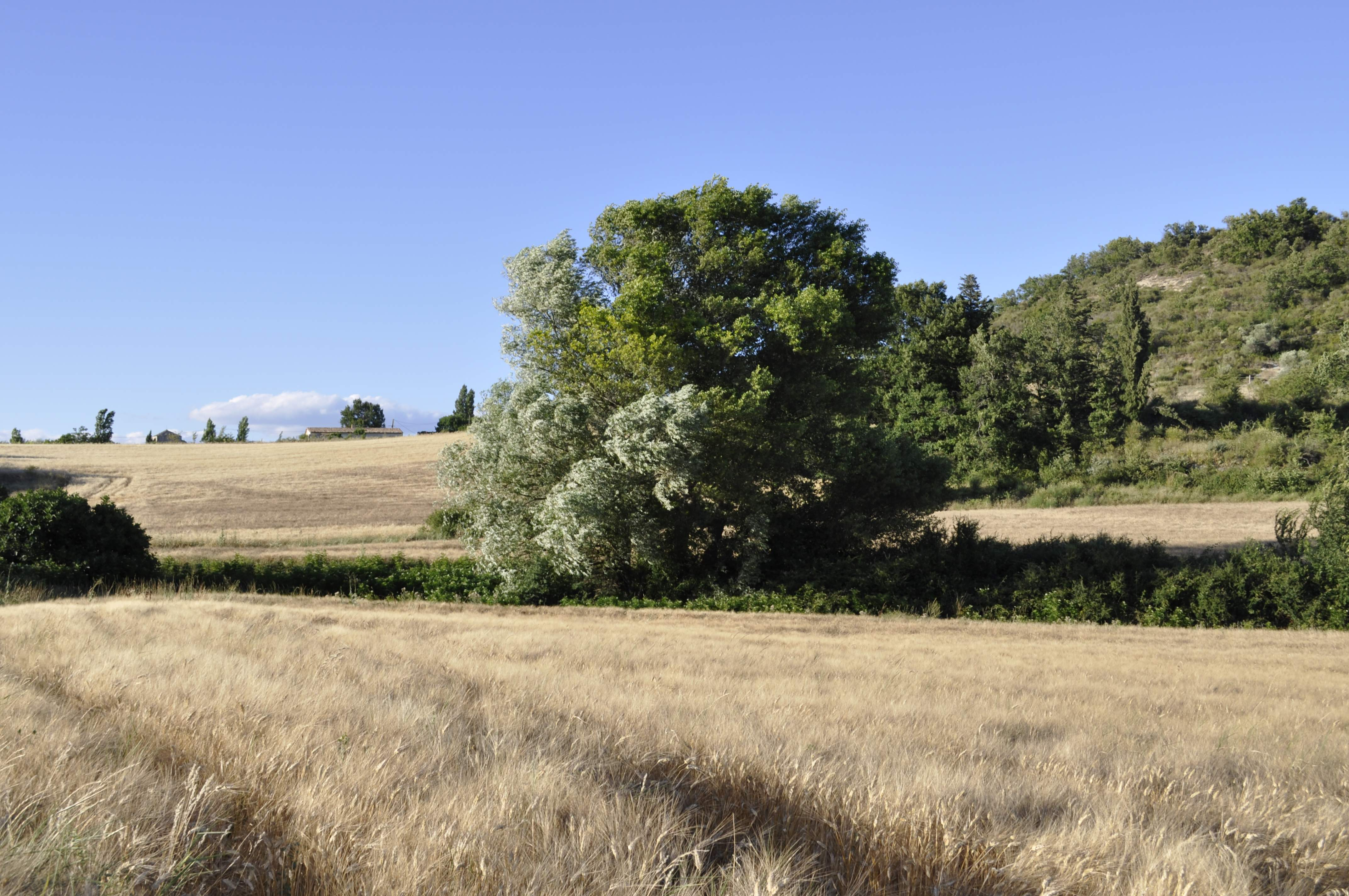
Manosque-i tájkép

A Colline-t követő két regényén jelentősen érezhető Vergilius és Homérosz hatása; ezeket (Un de Baumugnes (1929), Regain (1930)) az első regényével együtt Pán-trilógiaként is emlegették, utalva ezzel a bennük megjelenő, rendkívül szeretetteljes, mély átélésű természetábrázolásokra. E két utóbbi mű magyarul is megjelent, Valaki a hegyekből és Sarjú címmel, Illyés Gyula fordításában. Több másik, az 1930-as években kiadott regénye is hasonló áhítattal jelenítik meg a természetet és a provence-i paraszti világ életét. Ekkori írásainak másik fő témája a pacifizmusa volt – ilyen műve az 1931-ben kiadott Le grand troupeau, vagy az 1937-ben megjelent Refus d’obéissance című pamflet, illetve egy évvel későbbi folytatása, a Lettre aux paysans sur la pauvreté et la paix.
Az évtized vége azonban krízist jelentett Giono életében és írói pályáján is. Szembesülnie kellett azzal, hogy pacifista alapállásával és háborúellenességet tükröző munkásságával szemben küszöbön áll egy újabb világháború – ironikus módon a hadüzenet dátuma (1939. szeptember 1.) éppen arra a napra esett, amikor a Giono részvételével működő pacifista csoport az éves gyűlését tartotta. Korábbi békepárti írásai azt is eredményezték, hogy nem sokkal később egy időre őrizetbe is vették, mint állítólagos náci szimpatizánst. Mindezek hatására az elkövetkező időszak az író munkásságában is jól érzékelhetően elkülönülő periódussá vált: írói mintaképe ebben az időszakban Stendhal lett, aki maga is hasonló körülmények között alkotott, és regényeinek narratívájában is a stendhali irány jelent meg, többek között azáltal, hogy a korábbi művekben megjelenő „mindentudó” narrátor szerepét a főszereplők belső monológjai vették át.
1944-ben, Franciaország felszabadítását követően ismételten azzal vádolták meg, hogy kollaborált a nácikkal, ami miatt újból öt hónapra bebörtönözték, és annak ellenére, hogy elmarasztaló ítélet nem született vele szemben, feketelistára helyezték, három évre eltiltva minden publikálási lehetőségtől. Ebben az időszakban olyan írói kísérletekbe kezdett, melyek később nagyrészt az alapjául szolgáltak második nagy írói periódusa számos alkotásának. Korábbi tervei között szerepelt egy tíz kötetből álló regényciklus is, Balzac Emberi színjátékának stílusában, tervét azonban nem tudta valóra váltani, csak négy olyan ”huszár”-regényt írt, amelyek e terv szerint születtek meg, de már hosszú évekkel a második világháború után fejezte be őket (Mort d’un personnage (1948), Le Hussard sur le Toit (magyarul: Huszár a tetőn, 1951), Le Bonheur fou (1957), Angelo (1958)). Érdeklődése ekkoriban elsősorban a történelem felé fordult, ennek hatására később egy történelmi művet is írt, Le Désastre de Pavie címmel, ami 1963-ban jelent meg.

### Második írói periódusa
Giono második írói periódusát az Un Roi sans divertissement, magyarul Az unatkozó király című regényének megjelenésétől, 1947-től számítják, amely regényből később, az 1960-as években sikeres film is született, a saját maga által írott forgatókönyv alapján. A regény a 19. század derekán, Provence-ban játszódó detektívtörténet formáját vette fel, és jól mutatja be Gionónak az emberi természettel szemben újonnan kialakult mély pesszimizmusát. A második írói korszak leghíresebb regénye a Le Hussard sur le toit, magyarul Huszár a tetőn, amely 1951-ben jelent meg, és amelyből ugyancsak film született, bár már jóval az író halála után, 1995-ben, Jean-Paul Rappeneau rendezésében, Juliette Binoche főszereplésével. A regény 1832-ben játszódik a kolerajárványtól sújtott Provence-ban, s az alapvetően romantikus természetű főhős megpróbáltatásai allegorikus megfelelői a Giono által átélt háborús gyötrelmeknek.
Következő regénye, az 1950-ben kiadott Les Ames fortes ugyancsak e korszak mesterművei közé tartozik, és Giono halála után ugyancsak filmre vitték (a belőle készült filmet 2001-ben Raoul Ruiz rendezte. A mű – melynek alaphangulata épp olyan sötét, mint Az unatkozó királyé, azt vizsgálja, milyen mélyre tud süllyedni valaki a kapzsiságnak, a mohó önérdeknek és a mások kizsákmányolásának mocsarában. Írói eszközei is hasonlóak Az unatkozó királyban használt írói eszközökhöz: a történetet a főszereplők mondják el a maguk egyszerű szavaival, anélkül, hogy a szerző vagy egy narrátor kommentálná az elhangzottakat, ezáltal az olvasó kénytelen saját maga levonni a megfelelő következtetéseket. Az egy évvel később megjelent Les Grands chemins jóval kevésbé sötét hangulatú, de szerkezetileg hasonló mű, barátságról és hazugságról, melyben a történetet ismét a főszereplő első személyben elmondott beszámolójából ismerhetjük meg, a szerző bármiféle magyarázata nélkül.
Franciaország határain kívül Giono legismertebb műve valószínűleg Az ember aki fákat ültetett magyar című, 1987-ben hasonló címmel úgyszintén megfilmesített kisregénye. Az írás – mely egy optimista hangulatú mese egy emberről, aki életet visz egy sivár, elhagyatott völgybe azáltal, hogy ott fákat ültet – érzékletesen mutatja be a szerző egész életét átívelő szeretetét és rajongását a természet iránt, vagyis azt a jellemvonását, amely őt a modern ökológiai, környezetvédelmi mozgalmak egyik előfutárává tette. A mű megjelentetésekor egyúttal visszautasította, hogy valaha is jogdíjra támasszon igényt ezen írásával kapcsolatban és ingyenes felhasználást biztosított bárki számára, aki le akarja fordítani vagy terjeszteni kívánja a kisregényt.
1970 őszén, szülőhelyén hunyt el, szívroham következtében.

## Művei

### Regények, novellák
- Colline – Grasset, 1929

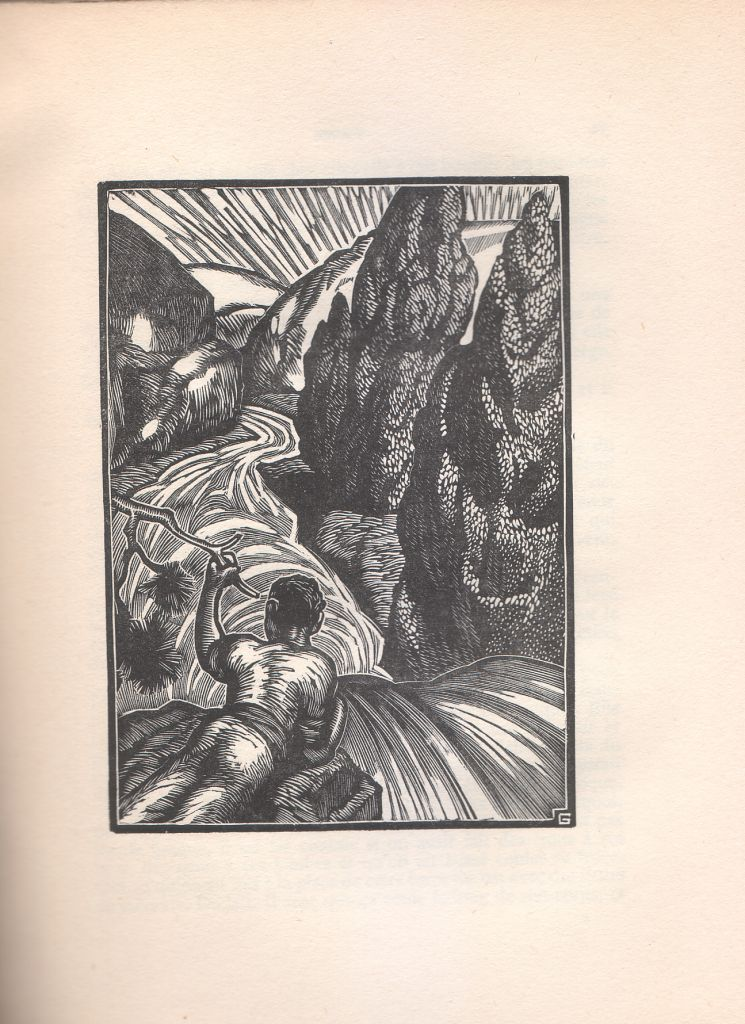
Louis William Graux illusztrációja a Regain c. regény 1935-ös kiadásához

- Un de Baumugnes – Grasset – 1929 (magyar nyelven: Valaki a hegyekből, f. Illyés Gyula)
- Regain – Grasset – 1930 (magyar nyelven: Sarjú, f. Illyés Gyula)
- Naissance de l'Odyssée – Editions Kra – 1930
- Le Grand Troupeau – Gallimard – 1931
- Jean le Bleu – Grasset – 1932
- Solitude de la pitié – Gallimard 1932
- Le chant du monde – Gallimard – 1934 (magyar nyelven: Zeng a világ, f. Illyés Gyula)
- Que ma joie demeure – Grasset – 1936
- Batailles dans la montagne – Gallimard – 1937
- Pour saluer Melville – Gallimard – 1941
- L’eau vive – Gallimard – 1943
- Un roi sans divertissement – Gallimard – 1947 (magyar nyelven: Az unatkozó király)
- Noé – Editions la Table ronde – 1947
- Fragments d’un paradis – Déchalotte – 1948
- Mort d'un personnage – Grasset – 1949
- Les Âmes fortes – Gallimard – 1949
- Les Grands Chemins – Gallimard – 1951
- Le Hussard sur le toit – Gallimard – 1951 (magyar nyelven: Huszár a tetőn)
- Le Moulin de Pologne – 1952
- L'homme qui plantait des arbres – Reader's Digest – 1953 (magyar nyelven: Az ember, aki fákat ültetett)
- Le Bonheur fou – Gallimard – 1957
- Angelo – Gallimard – 1958
- Hortense ou l'Eau vive – Editions France-Empire – 1958
- Deux cavaliers de l’orage – Gallimard – 1965
- Le déserteur – René Creux Editeur – 1966 (Le déserteur et autres récits – Gallimard – 1973)
- Ennemonde et autres caractères – Gallimard – 1968 (magyar nyelven: Ennemonde és más jellemek / Ennemonde, ford. Jékely Zoltán[2])
- L’Iris de Suse – Gallimard – 1970
- Les récits de la demi-brigade – Gallimard – 1972
- Faust au village – Gallimard – 1977
- Le Bestiaire – Ramsay – 1991
- Gavino – Gallimard – 2000

### Befejezetlen művei
- Angélique – Gallimard – 1980
- Cœur, Passions, Caractères – Gallimard – 1982
- Dragoon suivi d'Olympe – Gallimard – 1982

### Filmek, amelyek a műveiből készültek
- La femme du boulanger (magyarul: A pék felesége; 1938, r. Marcel Pagnol) – a Jean le Bleu c. regényből
- Le hussard sur le toit (magyarul: Huszár a tetőn) – az azonos című regényből

## Magyarul
- Zeng a világ. Regény; ford. Illyés Gyula; Révai, Bp., 1939 (Világsikerek)
- Valaki a hegyekből. Regény; ford. Illyés Gyula; Révai, Bp., 1940 (Világsikerek)
- Örömmel élni. Regény; ford. Illyés Gyula; Révai, Bp., 1941 (Világsikerek)
- Sarjú. Regény; ford. Illyés Gyula; Révai, Bp., 1943 (Világsikerek)
- Magasban. Regény; Révai, Bp., 1944
- Valaki a hegyekből / Ennemonde; ford. Illyés Gyula, Jékely Zoltán; Európa, Bp., 1970
- Huszár a tetőn; ford. Vajda András; Európa, Bp., 1976
- Az unatkozó király; ford. Schultz Ádám; Napkút, Bp., 2014

## Fordítás
- Ez a szócikk részben vagy egészben  a   Jean Giono című angol Wikipédia-szócikk ezen változatának fordításán alapul.  Az eredeti cikk szerkesztőit annak laptörténete sorolja fel. Ez a jelzés csupán a megfogalmazás eredetét és a szerzői jogokat jelzi, nem szolgál a cikkben szereplő információk forrásmegjelöléseként.